# Lonchoptera tristis
Lonchoptera tristis is een vliegensoort uit de familie van de Lonchopteridae. De wetenschappelijke naam van de soort is voor het eerst geldig gepubliceerd in 1824 door Meigen.